# Christianialoven
Christianialoven (egentlig: Lov om anvendelse af Christianiaområdet) var en dansk lov, der blev vedtaget af Folketinget i 1989. Loven blev ændret i 2004 og ophævet i 2013.
Loven havde til formål at lovliggøre anvendelse af Christiania i overensstemmelse med landsplandirektivet og lokalplanen for området og fastslår hvilke betingelser, der er for anvendelsen Ofte omtales loven af kritikerne som et instrument i statens normalisering af fristaden. Loven betød samtidig, at det er Forsvarsministeriet og ikke som hidtil Københavns Kommune, der er ansvarlig for planlægningen af området.